# Gwanggaeto Veliki
Gwanggaeto Veliki od Goguryeoa (374. – 413.) (vl. 391. – 413.) bio je devetnaesti monarh Goguryeoa, najsjevernijeg od Tri kraljevstva Koreje. Njegovo puno posmrtno ime se može grubo prevesti "Najveći kralj, širitelj teritorija na veliko, sahranjen u Gukgangsangu", a što se ponekad krati na Hotaewang or Taewang. Izabrao je Yeongnak za svoje ime ere, te se za vladavine zvao Yeongnak Veliki.
Pod Gwanggaetom je država Goguryeo ponovno postala jednom od velikih sila Istočne Azije. Do smrti kralja Gwanggaetoa pod vlašću države Goguryeo su se nalazili svi teritoriji između rijeka Amur i Han, odnosno dvije trećine suvremene Koreje, Mandžurija, kao i dijelovi današnjeg Primorskog kraja u Rusiji te Unutrašnja Mongolija.
Godine 399. se kraljevstvo Sila pokorilo kao vazal državi Goguryeo kako bi se zaštitila od države Baekje. Gwanggaeto je potom zauzeo prijestolnicu Baekjea u današnjem Seoulu te tako i Baekje načinio svojim vazalom. Mnogi smatraju kako je Goguryeo pod Gwangagetoom predstavljala jedini slučaj ujedinjenja sva Tri kraljevstva.
Gwanggaetoova postignuća su zabilježena na Gwanggaetovoj steli, postavljenoj kraj njegovog groba u Ji'anu duž suvremene kinesko-sjevernokorejske granica.

## Vanjske poveznice
- Campaigns of Gwanggaeto The Great
- Picture of Gwanggaeto The Great
- An Attempt to Reconstruct the King's Southerly Conquest